# Zwetelina Kirilowa
Zwetelina Kirilowa (bulgarisch Цветелина Кирилова, engl. Transkription Tsvetelina Kirilova; * 14. Juli 1977 in Kjustendil) ist eine bulgarische Leichtathletin, die im Sprint über die 400-Meter-Strecke, im Mittelstreckenlauf über die 800-Meter-Strecke und im Hürdenlauf über die 400-Meter-Distanz startet.
Bei den Leichtathletik-Weltmeisterschaften 1999 in Sevilla schied sie über 800 m ebenso im Vorlauf aus wie bei den Weltmeisterschaften 2001 in Edmonton über 400 m. Bei den Leichtathletik-Europameisterschaften 2002 in München schied sie über 800 m im Halbfinale aus.
Bei den Weltmeisterschaften 2007 in Osaka und bei den Olympischen Spielen 2008 in Peking kam sie über 400 m Hürden das Halbfinale.

## Persönliche Bestleistungen
- 400 m: 51,63 s, 22. Mai 1999, Ankara
  - Halle: 1:59,46 min, 1. Juni 2002, Kalamata
- 800 m: 52,61 s, 9. Februar 2008, Peania
  - Halle: 2:02,91 min, 21. Januar 2001, Sofia
- 400 m Hürden: 55,22 s, 17. August 2008, Peking